# Leptanthura communis
Leptanthura communis är en kräftdjursart som beskrevs av Negoescu 2007. Leptanthura communis ingår i släktet Leptanthura och familjen Leptanthuridae. Inga underarter finns listade i Catalogue of Life.